# Conoblemmus
Conoblemmus is een geslacht van rechtvleugeligen uit de familie krekels (Gryllidae). De wetenschappelijke naam van dit geslacht is voor het eerst geldig gepubliceerd in 1910 door Adelung.

## Soorten
Het geslacht Conoblemmus omvat de volgende soorten:
- Conoblemmus acutifrons Chopard, 1936
- Conoblemmus araxianus Gorochov, 1996
- Conoblemmus kozlovi Mishchenko & Gorochov, 1981
- Conoblemmus privatus Mishchenko, 1947
- Conoblemmus psammophilus Gorochov, 2001
- Conoblemmus riparius Mishchenko, 1947
- Conoblemmus saussurei Adelung, 1910
- Conoblemmus tshirkunae Mishchenko, 1947
- Conoblemmus vachshianus Gorochov, 1996
- Conoblemmus zimini Tarbinsky, 1932